# Berezów (obwód rówieński)
Berezów (ukr. Березове) – wieś w rejonie rokitnowskim obwodu rówieńskiego na Wołyniu. Ludność na rok 2001 wynosi 2543 osób.

## Historia
Za II RP w Polsce, w województwie poleskim, w powiecie łuninieckim/powiecie stolińskim, siedziba wiejskiej gminy Berezów.
Podczas okupacji hitlerowskiej, w lipcu 1942 roku Niemcy utworzyli getto dla żydowskich mieszkańców. Przebywało w nim około 350 osób. 11 września 1942 roku Niemcy zlikwidowali getto, a Żydów zamordowali. 